# Pheidologeton silvestrii
Pheidologeton silvestrii é uma espécie de formiga do gênero Pheidologeton, pertencente à subfamília Myrmicinae.